# Miguel Ángel Benítez
Miguel Ángel Benítez Pavón (ur. 19 maja 1970 w Santísima Trinidad) – piłkarz paragwajski grający na pozycji napastnika. Nosił przydomek "Peque".

## Kariera klubowa
Piłkarską karierę Benítez rozpoczął w małym klubie o nazwie Villa Elisa. W 1992 roku wyjechał do Hiszpanii do drużyny Calpe CF, a w 1993 roku trafił do grającego w Primera División, Atlético Madryt. W hiszpańskiej lidze swój pierwszy mecz rozegrał 25 września przeciwko Sportingowi Gijón (1:1). W Atlético Miguel spędził półtora roku. Rozegrał tylko 10 spotkań i przegrał rywalizację o miejsce w składzie z takimi zawodnikami jak Kiko, Roman Kosecki i Manolo.
W trakcie sezonu 1994/1995 Benítez odszedł do CP Merida i do lata występował na boiskach Segunda División. Zdobył 10 goli i wzbudził zainteresowanie Espanyolu Barcelona. W nowej drużynie po raz pierwszy wystąpił 3 września, a Espanyol wygrał wówczas 3:1 z UD Salamanca. W 1996 roku Paragwajczyk zajął 4. miejsce w La Liga, najwyższe w karierze za czasów występów w Hiszpanii. Przez kolejne lata był podstawowym zawodnikiem zespołu, ale od 2000 roku stał się rezerwowym. W 2002 roku odszedł z Espanyolu. Rozegrał dla niego 147 spotkań i strzelił 29 goli.
W 2002 roku Benítez wrócił do Paragwaju i został zawodnikiem Olimpii Asunción. W tym samym roku wygrał z nią Copa Libertadores, w 2003 sięgnął po kolejne międzynarodowe trofeum, Recopa Sudamericana. 2004 rok Miguel spędził najpierw w hiszpańskim drugoligowcu, UD Almería, a następnie w peruwiańskim Universitario de Deportes. Z kolei w latach 2005-2006 znów występował w rodzimej Primera División, w zespole Sportivo Luqueño. Końcowe lata kariery spędził w klubach ze stolicy kraju, Asunción: ponownie Olimpii i Club Guaraní. Karierę zakończył w 2007 roku.

## Kariera reprezentacyjna
W reprezentacji Paragwaju Benítez zadebiutował w 1993 roku. W 1998 roku został powołany przez selekcjonera Paula Césara Carpegianiego do kadry na Mistrzostwa Świata we Francji. Tam był podstawowym zawodnikiem i wystąpił we wszystkich czterech meczach: zremisowanych 0:0 z Bułgarią i Hiszpanią, wygranym 3:1 z Nigerią (w 59. minucie zdobył gola na 2:1) oraz przegranym 0:1 w 1/8 finału z Francją. Karierę reprezentacyjną zakończył w 2003 roku. W kadrze narodowej rozegrał 29 spotkań (w tym na Copa América 1999) i zdobył 11 goli.